# Garga (bướm nhảy)
Garga là một chi bướm ngày thuộc họ Bướm nâu.